# Catesbaeeae
Catesbaeeae es una tribu de plantas de flores de la familia Rubiaceae.

## géneros
- Bikkia - Catesbaea - Coutarea - Cubanola - Hintonia - Posoqueria[1]